# Senna apiculata
Senna apiculata là một loài thực vật có hoa trong họ Đậu. Loài này được (M.Martens & Galeotti) H.S.Irwi miêu tả khoa học đầu tiên.